# Ipomoea jacalana
Ipomoea jacalana är en vindeväxtart som beskrevs av Eizi Matuda. Ipomoea jacalana ingår i släktet praktvindor, och familjen vindeväxter. Inga underarter finns listade i Catalogue of Life.